# Григорий (Постников)
Митрополи́т Григо́рий (в миру Георгий Петрович Постников; 1 ноября 1784, село Михайловское, Никитский уезд, Московская губерния — 17 июня 1860, Санкт-Петербург) — епископ Православной Российской Церкви; митрополит Новгородский, Санкт-Петербургский, Эстляндский и Финляндский (1856—1860), первоприсутствующий член Святейшего Синода. Проповедник, богослов; исследователь и борец со старообрядчеством. Основоположник церковной периодической печати в России.

## Биография
Родился в семье диакона. Первоначальное образование получил в Перервинской и Троицкой семинариях; затем окончил Петербургскую духовную академию. 13 августа 1814 года был удостоен звания магистра и 17 августа определён бакалавром академии. Был любимым учеником епископа Филарета (Дроздова).
25 августа 1814 года был пострижен в монашество; 27 августа рукоположён во иеродиакона; 28 августа — во иеромонаха.
19 марта 1816 года назначен инспектором Санкт-Петербургской академии; в том же году — вице-президентом Российского библейского общества. Участвовал в переводе Священного Писания на русский язык. Первым начал преподавать богословие на русском языке.
18 июля 1817 года удостоен степени доктора богословия и 29 июля того же года возведён в сан архимандрита и назначен настоятелем Волоколамского Иосифова монастыря.
С 1 октября 1817 года экстраординарный профессор Петербургской академии; со 2 мая 1819 года — ректор академии и ординарный профессор. По его предложению Синод принял решение о начале издания в 1821 году журнала «Христианское Чтеніе» — первого русского печатного церковно-богословского органа.
11 июня 1820 года избран членом Российской академии.
С 21 августа 1821 года член комиссии духовных училищ.
7 мая 1822 года хиротонисан во епископа Ревельского, викария Санкт-Петербургской епархии; настоятель Сергиевой пустыни.
С 4 января 1826 года епископ Калужский и Боровский; с 3 марта 1828 года архиепископ Рязанский и Зарайский; с 28 июля 1829 года архиепископ Тверской и Кашинский. С 2 марта 1829 года член Святейшего Синода.
С 1 марта 1848 года архиепископ Казанский и Свияжский. По его инициативе в 1855 году в Казани начал выходить журнал «Православный собеседник», ставивший задачу борьбы с расколом. За восемь лет пребывания на Казанской кафедре провёл в епархии в общей сложности не более трёх лет, по большей части находился в столице, исполняя обязанности синодального члена.
Высочайшим рескриптом, данным в Москве 26 августа 1856 года Александром II, был возведён в сан митрополита.
Рескриптом от 1 октября 1856 года назначен на столичную кафедру.
30 мая 1858 года освятил Исаакиевский собор в Петербурге.
Скончался 17 июня 1860 года, после трехнедельной болезни. Погребён в Александро-Невской Лавре в Свято-Духовой церкви, под алтарём. Впоследствии в 1935—1937 гг. захоронение было утрачено, как и многие другие.

## Труды
- Попечение о спасении души. М., 1908.
- Беседа о лжесвидетельстве. СПб, 1834.
- Ходи в Дом Божий с особенным удовольствием. СПб, 1843.
- Беседы с духовенством Казанской епархии. СПб, 1855.
- Заметки на историю Шрекка (Д. К. Д. Уч. № 5654).
- Слово при вступлении в Калуж. епархию, 1855.
- День святой жизни, или ответ на вопросы: как мне жить свято?. СПб, 1856.
- День святой жизни. Москва, 1911
- Пять писем еп. Иеремии (Соловьеву) (Рукопись ак. библ. № А 11/313).
- Сокращение Герминевтики. (СПб дух. акад., 1819).
- Богословия догматическая (на латин. яз.). СПб дух. акад., 1819.
- Богословское учение о должностях. СПб дух. акад., 1819.
- Богословия полемическая. СПб дух. акад., 1819.
- Основания христианства. СПб дух. акад., 1819.
- Истолкование некоторых частей Св. Писания (по словам прот. Певницкого). Русская старина, 1905, август, с. 321.
- Записки по истории раскола (рукопись). Казан. акад.
- Commentatio de prophetis in genere (докторская диссертация), 1817.
- Слово в неделю св. Пасхи, говоренное в Александро-Невской Лавре. СПб, 1917.
- Слово при открытии мощей свя. Митрофана Воронежского. СПб, 1832.
- Истинно-древняя, истинно-православная Христова Церковь. СПб, 1854.
- Слова и беседы на все воскресные и праздничные дни в году с присовокуплением слов и бесед на некоторые особенные случаи. Казань, 1849—1850 гг.
- Житие святителей чудотворцев Гурия, архиеп. Казанского и Варсонофия, еп. Тверского. СПб, 1853.
- Письмо преосвященного Григория архиепископа Тверского (впоследствии митрополита Новгородского) к Филарету, митрополиту Московскому, о чтении Священного Писания. М., 1861.
- Христианские изыскания в Азии (перевод с англ.). Киев. старина, 1893, № 11, с. 205.
- О Боге едином и о св. Троице. Христ. чтен., ч. VI, с. 50, 64, 166, 176, 183, 213.
- Вечерние мысли (стихотворение). Библиограф, 1885, № 3, с. 51.